# Jacques Thubé
Jacques Thubé (Chantenay-sur-Loire, 22 de junho de 1882 — Nantes, 14 de maio de 1969) foi um velejador francês, campeão olímpico. Ele competiu nos Jogos Olímpicos de Verão de 1912 na classe 6 Metre e conquistou a medalha de ouro na disputa a bordo do Mac Miche com Amédée Thubé e Gaston Thubé.